# 何佟之
何 佟之（か とうし、449年 - 503年）は、南朝斉から梁にかけての官僚・学者。字は士威。本貫は廬江郡灊県。

## 経歴
南朝斉の奉朝請の何歆の子として生まれた。若くして三礼を好み、師につかずに独学し、礼論200篇を読破して、ほぼ暗誦することができた。揚州従事を初任とし、そのまま総明館学士となった。司徒参軍事・車騎参軍事・尚書祠部郎を歴任した。
斉の建武年間、鎮北記室参軍となり、皇太子蕭宝巻の講義に侍し、丹陽邑中正を兼ねた。ときに劉瓛や呉苞といった建康の碩儒はみな死去しており、ひとり佟之のみが健在であった。当時の朝廷の吉凶や礼の決まりはみな佟之の意見が採用された。佟之は歩兵校尉・国子博士を歴任し、ほどなく驃騎諮議参軍となり、司馬に転じた。永元2年（500年）、裴叔業や崔慧景の反乱で建康は騒然としたが、佟之は諸生を集めていつもどおりに講義や議論をおこなっていた。中興元年（501年）、驍騎将軍の号を受けた。
天監元年（502年）、南朝梁の武帝が即位すると、佟之は尚書左丞となった。梁の草創にあたって、礼の制定の議論に佟之が寄与したところは多大であった。天監2年（503年）、在官のまま死去した。享年は55。武帝はかれを哀惜して、尚書左丞には贈官をおこなわない通例を破り、黄門侍郎の位を追贈した。かれの著した文章や礼の解釈は100篇ほどあった。

## 子女
- 何朝隠
- 何朝晦

## 伝記資料
- 『梁書』巻48 列伝第42
- 『南史』巻71 列伝第61